# Serge Lallemand
Serge Lallemand est un chercheur français en géodynamique spécialisé dans la subduction des plaques. Directeur de recherche au CNRS, il est rattaché au laboratoire Géosciences Montpellier de l'université Montpellier 2.

## Récompenses et distinctions
- Médaille d'argent du CNRS (2013)[3]
- Médaille Stephan Mueller décernée par l'EGU (2019) [4]